# Diamond Hard
"Diamond Hard" é uma canção da cantora estoniana Kerli. Ela foi lançada em 27 de julho de 2016 como um single incluído no seu terceiro extended play, Kerli (2016). A música é sobre resiliência e auto-capacitação. Um EP contendo quatro remixes da música foi disponibilizado no dia 16 de novembro de 2016, no iTunes.

## Vídeo da música
O videoclipe marcou a estréia de Kerli como diretora. O videoclipe estreou no mesmo dia do single.

## Composição
"Diamond Hard" corre a um ritmo moderado de 90 batimentos por minuto. Musicalmente, ele incorpora pesadas batidas eletrônicas, êxitos e seqüências de caracteres. Liricamente, ele lida com a resiliência e a auto-capacitação.

## Lista de faixas
Download digital
1. "Diamond Hard" – 4:01

Remixes EP
1. "Diamond Hard (Reuben Keeney Remix)" – 4:42
2. "Diamond Hard (Curt Reynolds Remix)" – 2:58
3. "Diamond Hard (Flinch Remix)" – 4:12
4. "Diamond Hard (Akcent Remix)" – 3:09